# Santiago Agrelo Martínez
Santiago Agrelo Martínez (Asados, Rianxo, província de La Corunya, 20 de juny de 1942) és un franciscà espanyol arquebisbe de Tànger.
Va ser nomenat arquebisbe de Tànger per Benet XVI en 2007, quan era rector a la diòcesi d'Astorga i professor a l'Institut Teològic de Compostel·la.
Ha plantejat que l'exempció de l'impost sobre béns immobles (IBI) a l'Església no significa concessió de privilegis, sinó reconeixement de serveis que l'Església presta a la societat.
Destaca per ser crític amb les polítiques sobre estrangeria del Govern del Partit Popular, incloses les tanques amb concertines a les fronteres terrestres de Ceuta i Melilla.